# 磅士卑省
磅士卑省（高棉語發音：[kʰaet kɑmpɔːŋ spɨː]），当地华人又称实居省，是柬埔寨西南部的一個省。首府磅士卑。该省的名字在高棉语中意思是“杨桃的港口”。
磅士卑省下分8縣。

## 行政区划
- 巴塞县（ស្រុកបរសេដ្ឋ）
- 芝巴蒙县（磅士卑县，ក្រុងច្បារមន）
- 贡比塞县（ស្រុកគងពិសី）
- 奥拉县（ស្រុកឱរ៉ាល់）
- 乌栋县（奥东县，ស្រុកឧដុង្គ ）
- 普农斯罗县（ស្រុកភ្នំស្រួច）
- 三隆东县（ស្រុកសំរោងទង）
- 特邦县（ស្រុកថ្ពង）